# Walter Audisio
Walter Audisio (Alessandria, 28 de junho de 1909 — Roma, 11 de outubro de 1973) foi um político comunista italiano e membro da resistência italiana. De acordo com a versão oficial, ele foi o responsável pela morte de Benito Mussolini, líder fascista e ditador italiano.

## Biografia
Na escola, Audisio foi o primeiro de sua classe e seu primeiro trabalho foi na confecção de chapéus Borsalino durante a Grande Depressão. Em seguida, trabalhou alguns anos como contabilista antes de entrar em um grupo de resistência antifascista em 1931. O grupo local foi descoberto pela polícia secreta italiana, a Organização pela Vigilância e Repressão do Antifascismo (Organizzazione per la Vigilanza e la Repressione dell'Antifascismo, OVRA) e em 1934 Audisio foi sentenciado a cinco anos de prisão na ilha de Ponza. Libertado durante a II Guerra Mundial, retomou suas atividades contra o governo de Benito Mussolini e, em setembro de 1943, começou a organizar os primeiros grupos de partigiani em Casale Monferrato. Dissimulando suas atividades secretas, durante esse tempo trabalhou no serviço civil fascista.
Ao longo da guerra, Audisio ingressou no Partido Comunista Italiano e tornou-se inspetor das Brigadas Garibaldi, uma facção do Comitê de Libertação Nacional (CNL), comandando formações em operação na Província de Mântua e na Planície Padana. Em janeiro de 1945, tornou-se a principal figura da Resistência italiana em Milão. Usava o nome de guerra "Comandante Valerio", um nome possivelmente usado por Luigi Longo. Como oficial do CNL, ele recebeu a ordem para entrar na cidade de Dongo e aplicar a pena de morte decretada contra Benito Mussolini e outros membros da hierarquia fascista. A morte de Mussolini permanece envolta em mistério até a atualidade, mas Audisio sempre disse que ele fora o responsável por ter atirado e matado o ditador e sua amante, Claretta Petacci.
Após a guerra Audisio continuou a atuar no movimento comunista e em 1948 foi eleito para a Câmara dos Deputados da Itália por Alessandria pelo Partido Comunista Italiano, como parte da Frente Democrática Popular. Apoiou o partido até 1963, quando entrou no Senado Italiano. Em 1968, deixou o Senado para trabalhar na companha petrolífera italiana ENI. Audisio morreu cinco anos mais tarde em 1973 em resultado de um ataque cardíaco. Suas memórias, intituladas In nome del popolo italiano, foram publicadas dois anos após sua morte, em 1975.